# Bongi Makeba
Angela Sibongile Makeba-Lee, mais conhecida como Bongi Makeba (África do Sul, 20 de dezembro de 1950 – Conacri, 17 de março de 1985) foi uma cantora e compositora sul-africana, única filha da cantora Miriam Makeba.

## Biografia
Era filha de Miriam Makeba com seu primeiro marido, James Kubay. Sua mãe tinha dezoito anos quando ela nasceu, e o nome "Bongi" é uma abreviação de seu prenome "Sibongile", que significa "nós somos gratos".
Bongi era casada com o estadunidense Harold Nelson Lee, e no começo da década de 1970 juntos compuseram várias canções como "That's The Kind Of Love" e "I Was So Glad" (que tiveram os arranjos como soul feitos por George Butcher) e "Everything For You My Love". Dentre as canções que escreveu e que integraram o repertório da mãe estão "West Wind", "A luta Continua", "Lumumba", "Do You Remember Malcolm?" e "Quit It". Tiveram três filhos.
Morreu na Guiné, em 1985.